# 濂洞駅
濂洞駅（れんどうえき）はかつて台湾台北県瑞芳鎮（現・新北市瑞芳区）にあった台湾鉄路管理局深澳線の駅（廃駅）。

## 歴史

### 金瓜石線
- 1936年 - 日本鉱業金瓜石線開通により水湳洞駅として開業[2]:頁29。
- 1944年8月5日 - 旅客営業開始[3]。
- 1962年8月25日 - 台湾金属鉱業公司による金瓜石線営業終了[4]:頁139

### 台鉄
- 1967年10月31日 - 「濂洞駅」として開業[2]:頁34。
- 1977年12月11日 - 北部浜海公路（台2線）建設に伴い営業休止[4]:頁143[5]。
- 1978年1月11日 - 海浜駅が営業を再開するも本駅は休止状態のままだった[5]。
- 1986年7月12日 - 廃止、海浜から当駅までの軌道撤去[4]:頁143[2]:頁34。

## 幽霊駅
本駅は営業休止から正式に廃止されるまでの期間が長く、1982年（民國71年）に無事故で表彰されたり、実質廃止後の時刻表に濂洞駅の発車・到着時刻は記載されないものの、列車の運行区間が瑞芳～濂洞となっていることなどから、台湾の鉄路迷の間で「幽霊駅（幽靈車站）」として話題となった。

## 利用状況
| 年   | 年間     | 年間     | 年間    | 年間   | 1日平均 | 1日平均 |
| 年   | 乗車     | 下車     | 乗降計  | 出典   | 乗車    | 乗降計  |
| ---- | -------- | -------- | ------- | ------ | ------- | ------- |
| 1975 | 133,649  | 81,706   | 215,355 | [ 1 ]  | 366     | 590     |
| 1976 | 145,940  | 57,967   | 203,907 | [ 8 ]  | 399     | 557     |
| 1977 | 94,404   | 42,945   | 137,349 | [ 9 ]  | 274     | 399     |
| 1978 | 資料なし | 資料なし |         |        |         |         |
| 1979 | 資料なし | 資料なし |         |        |         |         |
| 1980 | 0        | 66       | 66      | [ 10 ] | 0       | 0       |
| 1981 | -        | 2        | -       | [ 11 ] | -       | 0       |
| 1982 | 0        | 33       | 33      | [ 12 ] | 0       | 0       |
| 1983 | -        | -        | 0       | [ 13 ] | 0       | 0       |
| 1984 | -        | -        | 0       | [ 14 ] | 0       | 0       |
| 1985 | -        | -        | 0       | [ 15 ] | 0       | 0       |
| 1986 | -        | -        | 0       | [ 16 ] | 0       | 0       |

## 駅周辺
- 金瓜石鉱山（後に廃止）
- 九份渓

## 隣の駅
台湾鉄路管理局
深澳線（廃線）
海浜駅 - 濂洞駅
台湾金銅公司
金瓜石線（水八線・廃線）
焿子寮駅 - 水南洞駅

### 註釈
1. ↑  現行方式（漢語拼音）はLiandong
2. ↑  乗車人員の数値は隣の海浜駅と重複しているため除外